# Präsidentschaftswahl in Gambia 2006
Die Präsidentschaftswahl in Gambia 2006 fand am 22. September statt. Einer Schätzung zufolge hatte Gambia in diesem Jahr 1.641.564 Einwohner.
Nach der zweiten Amtszeit von fünf Jahren stellte sich der amtierende Präsident Yahya Jammeh wieder als Präsidentschaftskandidat zu einer dritten Amtszeit einer demokratischen Wahl. Fünf oppositionelle Parteien hatten sich als National Alliance for Democracy and Development (NADD) zu einer Koalition zusammengeschlossen und wollten gemeinsam gegen Jammeh antreten. Sie vereinbarten ein gemeinsames Wahlprogramm für diese Wahl und die Parlamentswahlen im Jahr 2007, spalteten sich jedoch wieder, nachdem sie sich auf keinen gemeinsamen Präsidentschaftskandidaten hatten einigen können.
Von den 670.336 registrierten Wählern wurden 392.685 Stimmen abgegeben, damit lag die Wahlbeteiligung bei 58,58 Prozent. Jammeh wurde mit 67,33 Prozent der Stimmen erneut zum Staatspräsidenten mit einer Amtszeit von weiteren fünf Jahren gewählt. Er hatte die Mehrheit 47 von 48 Wahlkreise erreicht, sogar in einigen Hochburgen der Opposition.

## Wahlvorbereitung
Ursprünglich sollte die Wahl im Oktober stattfinden, die Independent Electoral Commission (IEC) hatte jedoch Anfang Juni den Wahltermin auf Grund des am 23. September beginnenden Ramadan um einen Monat vorgezogen.
Vom 19. Juni bis zum 2. Juli konnten sich die Wähler landesweit in 836 eingerichteten Wahllokalen, den so genannten registration centres, registrieren lassen, das erforderliche Mindestalter lag bei 18 Jahren.
Am Montag, dem 28. August 2006 mussten sich die Kandidaten im Büro der IEC auf der Kairaba Avenue in Serekunda eintragen lassen. Dazu mussten sie jeweils 5000 Bürger mitbringen, von denen sie nominiert wurden. Daneben war es nötig, 10.000 Dalasi (rund 280 Euro) zu hinterlegen. Der Reihe nach wurde die Kandidatur von Yahya Jammeh, Halifa Sallah und Ousainou Darboe angenommen. Einzig die Kandidatur von Henry Gomez, der die Partei Gambia Party for Democracy and Progress (GPDP) anführt, wurde von der IEC, gemäß der Verfassung Section 62 (1)(c), abgelehnt. Dort heißt es, dass ein Kandidat seit mindestens fünf Jahre vor der Wahl seinen Wohnsitz in Gambia haben muss. Dies traf bei Gomez nicht zu, er lebte lange Zeit in Deutschland.
Die GPDP und die National Reconciliation Party (NRP) unterstützten offiziell die Kandidatur Darboes und bildeten damit eine Allianz mit der UDP.

## Die Wahl
Am 22. September, am Tag des Freitagsgebetes, wurden die 665.903 zuvor registrieren Wähler aufgerufen, von 7:00 bis 16:00 Uhr Ortszeit ihre Stimmen abzugeben. Dazu wurde von der IEC die Anzahl der Wahllokale (polling stations) in diesem Jahr von 832 auf 938 und die Auszählbüros (counting stations) von 28 auf 48 erhöht. Rund 300 internationale Beobachter begleiteten und überwachten die Wahl. Zuvor hatte Jammeh zum Ende des Wahlkampfes am Mittwoch, dem 20. September selbstbewusst geäußert, dass er nach seiner Meinung noch 40 Jahre regieren werde und das Land weiterentwickeln könne. Weder Wahlen noch ein Putsch könnten ihn von der Macht bringen. Er werde alle mit Missachtung strafen, die ihn nicht wählen und die Landesteile vernachlässigen, die nicht hinter ihm stehen.
Die Wahl selbst wurde mit einem einzigartigen System, das schon seit 1965 besteht, durchgeführt. Die Wähler in Gambia, einem Land, in dem in den ländlichen Regionen der Analphabetismus recht hoch verbreitet ist, warfen eine Glasmurmel in eine Trommel. Diese waren in den Farben der Parteien (Gelb, Grün und Grau) gehalten und durch das Parteiemblem und dem Porträt des Kandidaten gekennzeichnet. Anhand des Klangs der Murmel bei dem Fall in der Trommel war es zu kontrollieren, ob wirklich nur eine Stimme abgegeben wurde.
Die Wahl selbst verlief nach ersten Berichten ruhig und friedlich. Trotz heftiger Schauer im östlichen Landesteil Upper River Region um Basse, die aktuell zur Regenzeit nieder gingen, wurde mit einer hohen Wahlbeteiligung gerechnet. Als später der heftige Regen den bevölkerungsreichen Westen um Serekunda erreichte, hatten die meisten Bürger gewählt. Wegen der widrigen Wetterbedingungen blieben die Wahllokale zweieinhalb Stunden länger bis 18:30 geöffnet, was die IEC über die Radiosender an die Bevölkerung verlauten ließ.

## Ergebnis
| Kandidaten                               | Parteien                                                     | Stimmen | %    |
| ---------------------------------------- | ------------------------------------------------------------ | ------- | ---- |
| Yahya Jammeh                             | Alliance for Patriotic Reorientation and Construction (APRC) | 264.404 | 67,3 |
| Ousainou Darboe                          | United Democratic Party (UDP)                                | 104.808 | 26,7 |
| Halifa Sallah                            | National Alliance for Democracy and Development (NADD)       | 23.473  | 6,0  |
| Gesamt                                   | Gesamt                                                       | 392.685 | 100  |
|                                          |                                                              |         |      |
| Wahlberechtigte                          | Wahlberechtigte                                              | 670.336 |      |
|                                          |                                                              |         |      |
| Quelle: Independent Electoral Commission |                                                              |         |      |